# Reeyot Alemu
Pour les articles homonymes, voir Alemu.
Reeyot Alemu, née en 1980, est une journaliste éthiopienne qui a été emprisonnée 5 ans à la suite d'un procès, dans lequel les lois anti-terroristes ont été utilisées pour la faire taire. Elle s'est vu décerner en 2013 le prix mondial de la liberté de la presse Guillermo Cano Prix.

## Biographie
Alemu est née en 1980. Elle est professeur de lycée jusqu'en 2000, et commence à travailler en tant que chroniqueur pour plusieurs journaux locaux, dont un hebdomadaire indépendant, le journal Feteh, et reporter pour le site d’information Ethiopian Review. Ses articles évoquent la situation sociale et politique ainsi que la pauvreté et les questions de genre. En 2010, elle fonde sa propre maison d'édition et devient le rédacteur en chef de son magazine mensuel Change, qui tous deux ont été fermés.
En juin 2011, elle est arrêtée par les autorités éthiopiennes sur des accusations de terrorisme. Elle est déclarée coupable et condamnée à 14 ans d'emprisonnement et à une amende de 33 000 birrs (soit environ 1 250 Euros). Son fiancé, Sileshi Hagos, est également  arrêté de septembre à novembre 2011. « Mon seul tort est d’avoir critiqué ouvertement le régime politique, jure-t-elle. Je ne suis pas une terroriste mais ma plume devenait gênante ! », affirme-t-elle.
En août 2012, une cour d'appel réduit de 14 à 5 ans de prison sa peine, et abandonne la plupart des accusations de terrorisme contre elle,. Elle est enfermée à la Prison de Kaliti, avec des conditions de détention difficiles et des problèmes de santé,.
Elle est relâchée le 9 juillet 2015 après avoir purgé quatre ans.

## Distinctions
En 2012, l'International Women's Media Foundation (IWMF) lui décerne le prix du Courage en journalisme pour son « refus de s’auto-censurer dans un endroit où cette pratique est la norme, et pour son refus de présenter des excuses pour dire la vérité, même si la contrition aurait pu lui valoir la liberté. ». Elle remporte également le prix de la liberté de la presse Hellman/Hammett.
En mai 2013, elle reçoit de l'Unesco le prix mondial de la liberté de la presse Guillermo Cano, pour son courage, sa résistance et son engagement pour la liberté d'expression,,.